# Team RMG
Le Team RMG (ou BMW Team RMG), est une écurie automobile allemande, participant au Deutsche Tourenwagen Masters depuis la saison 2012.

## Histoire

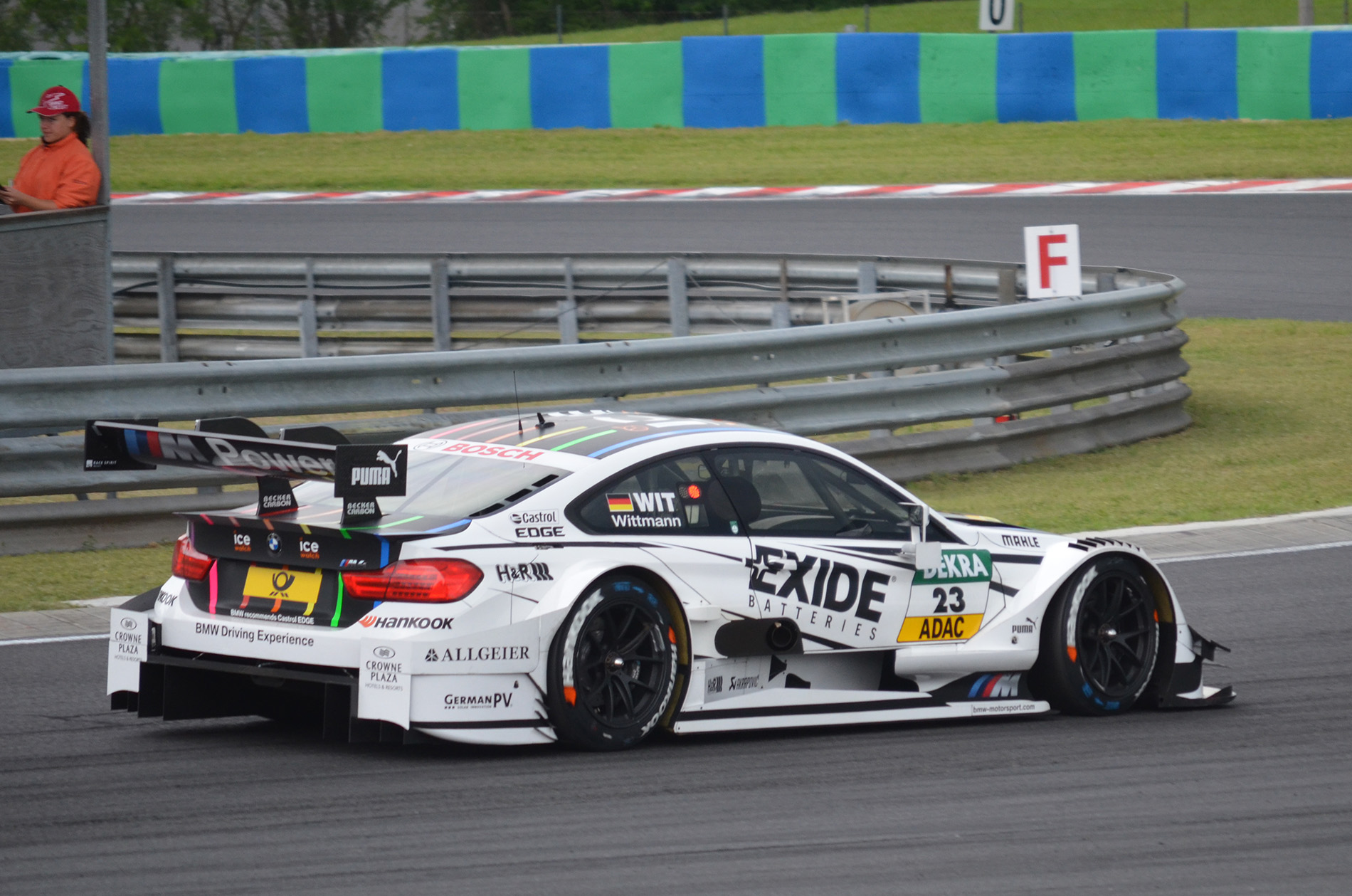
Marco Wittmann en 2014 sur l'Hungaroring.

Créée par Stefan Reinhold en 2012, Team RMG fait ses débuts en Deutsche Tourenwagen Masters en 2012, en même temps que BMW Motorsport qui fait son retour dans la discipline après 20 ans d'absence. Team RMG utilise des BMW M3.
Pour sa première année, l'équipe a pour pilotes le champion en titre Martin Tomczyk et le premier pilote américain dans la discipline, Joey Hand. Les pilotes ne décrochent aucune victoire, Tomczyk termine 8e et Hand, 20e.
La saison suivante, l'équipe conserve Tomczyk et recrute Andy Priaulx, triple champion du monde des voitures de tourisme. Malgré ce duo prometteur, la saison est catastrophique : les pilotes finissent 19e et 20e, et l'équipe, avant-dernière.
Lors de la saison 2014, l'équipe change son duo de pilotes en prenant le jeune Marco Wittmann, qui en est à sa deuxième saison, et le débutant belge Maxime Martin. La domination de l'équipe est incroyable : Team RMG remporte la moitié des courses, dont 4 pour Wittmann, et réalise le doublé championnat pilote-écuries avec les titres de Wittmann et de RMG.

## Palmarès
- Championnat DTM 2014 : Champion pilote (Marco Wittmann)
- Championnat DTM 2014 : Champion écurie.